# Bay de Verde (schiereiland)
Bay de Verde is een schiereiland aan de Atlantische oostkust van het Canadese eiland Newfoundland. 

## Geografie
Bay de Verde, dat op zijn beurt deel uitmaakt van schiereiland Avalon, scheidt de in het westen gelegen Trinity Bay van de in het oosten gelegen Conception Bay. Het schiereiland is ongeveer 85 km lang en 25 km breed en heeft een oppervlakte van ongeveer 1600 km². 
Het zuidoosten is het dichtstbevolkt met onder meer de aldaar gelegen Agglomeratie Bay Roberts. In het zuidoosten heeft Bay de Verde ook verschillende subschiereilanden waaronder Port de Grave.

### Gemeenten
Het schiereiland Bay de Verde telt 27 gemeenten, die hieronder tezamen met hun bevolkingsomvang (2016) vermeld zijn:

### Oostkust (19 gemeenten)
- Bay Roberts - 6.012
- Carbonear - 4.838
- Harbour Grace - 2.995
- Spaniard's Bay - 2.653
- Victoria - 1.800
- Upper Island Cove - 1.561
- Clarke's Beach - 1.558
- Cupids - 743
- Brigus - 723
- Conception Harbour - 685
- Salmon Cove - 680
- Colliers - 654
- South River - 647
- Avondale - 641
- North River - 570
- Bryant's Cove - 395
- Bay de Verde - 392
- Small Point-Adam's Cove-Blackhead-Broad Cove - 387
- Bishop's Cove - 287

### Westkust (8 gemeenten)
- Heart's Delight-Islington - 674
- Old Perlican - 633
- Winterton - 450
- Whiteway - 373
- Heart's Content - 340
- Hant's Harbour - 329
- Heart's Desire - 213
- New Perlican - 186

Voorts telt het schiereiland een veertigtal gemeentevrije dorpen, waaronder Caplin Cove, Dildo, Freshwater, Lower Island Cove, New Harbour, Northern Bay en de vijf dorpen in het local service district New Chelsea-New Melbourne-Brownsdale-Sibley's Cove-Lead Cove.

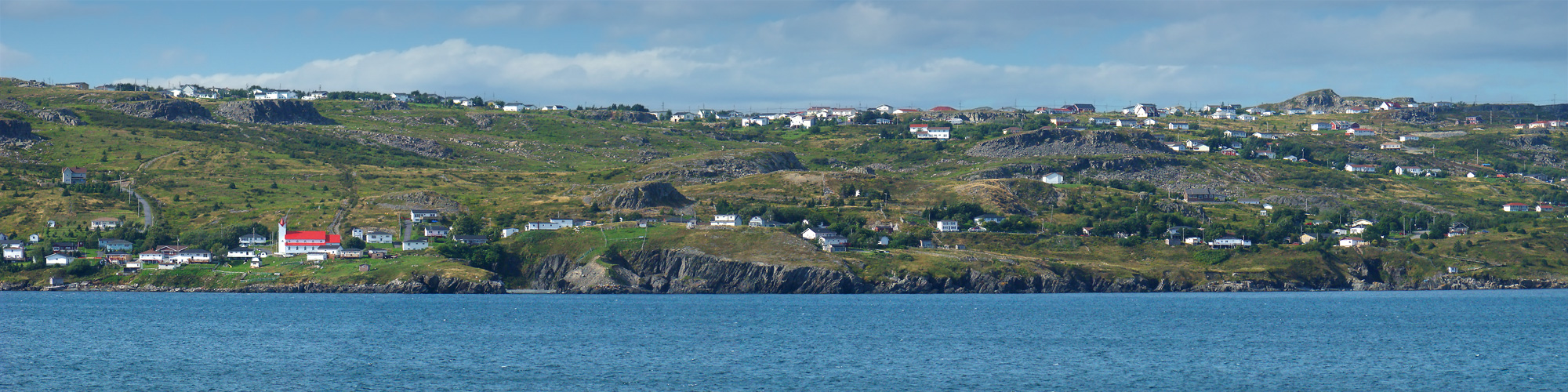
Zicht op Bishop's Cove, aan de zuidoostkust van het schiereiland

## Bezienswaardigheden
- Het Heart's Content Cable Station, de aankomstplaats van de trans-Atlantische telegraafkabel
- De archeologische site van Cuper's Cove (1610) te Cupids, de eerste permanente Britse nederzetting in Canada
- Het 19e en vroeg-20e-eeuwse Murenlandschap van Grates Cove (NHS)

## Bosbranden 2025
Tijdens het uitzonderlijk zware bosbrandseizoen 2025 in Newfoundland en Labrador werd het schiereiland hard getroffen. Behalve een brand die ernstige schade aanrichtte in Adam's Cove in mei, was er vooral de Kingston Fire in augustus die grote gevolgen had. Op 9 augustus stonden er reeds twaalf dorpen onder een evacuatiebevel en was meer dan 3.000 hectare natuur afgebrand, waarop premier John Hogan voor het hele schiereiland de noodtoestand afkondigde.